# Mark Philippoussis
Mark Anthony Philippoussis (Melbourne; 7 de noviembre de 1976) es un exjugador profesional de tenis australiano. Llegó a 2 finales de Grand Slam y ganó un Masters 1000.

## Torneos de Grand Slam

### Finalista en individuales (2)
| Año  | Campeonato         | Oponente en la final | Resultado en final  |
| 1998 | Abierto de EE. UU. | Patrick Rafter       | 3-6, 6-3, 2-6, 0-6  |
| 2003 | Wimbledon          | Roger Federer        | 6-7(5), 2-6, 6-7(3) |

## Títulos ATP(14;11+3)

### Individuales (11)
| Leyenda                |
| Grand Slam (0)         |
| Tennis Masters Cup (0) |
| ATP Masters Series (1) |
| ATP Tour (10)          |

| N.º | Fecha                    | Torneo           | Superficie    | Oponente en la final | Resultado           |
| --- | ------------------------ | ---------------- | ------------- | -------------------- | ------------------- |
| 1.  | 14 de octubre de 1996    | Toulouse         | Dura          | Magnus Larsson       | 6-1 5-7 6-4         |
| 2.  | 3 de marzo de 1997       | Scottsdale       | Dura          | Richey Reneberg      | 6-4 7-6(4)          |
| 3.  | 28 de abril de 1997      | Múnich           | Tierra batida | Àlex Corretja        | 7-6(3) 1-6 6-4      |
| 4.  | 9 de junio de 1997       | Queen's Club     | Césped        | Goran Ivanišević     | 7-5 6-3             |
| 5.  | 16 de febrero de 1998    | Memphis          | Dura          | Michael Chang        | 6-3 6-2             |
| 6.  | 8 de febrero de 1999     | San José         | Dura          | Cecil Mamiit         | 6-3 6-2             |
| 7.  | 8 de marzo de 1999       | Indian Wells TMS | Dura          | Carlos Moyá          | 5-7 6-4 6-4 4-6 6-2 |
| 8.  | 7 de febrero de 2000     | San José         | Dura          | Mikael Tillström     | 7-5 4-6 6-3         |
| 9.  | 19 de febrero de 2001    | Memphis          | Dura          | Davide Sanguinetti   | 6-3 6-7(5) 6-3      |
| 10. | 22 de septiembre de 2003 | Shanghái         | Dura          | Jiří Novák           | 6-2 6-1             |
| 11. | 10 de julio de 2006      | Newport          | Césped        | Justin Gimelstob     | 6-3 7-5             |

### Finalista en individuales (11)
- 1995: Scottsdale (pierde ante Jim Courier)
- 1995: Kuala Lumpur (pierde ante Marcelo Ríos)
- 1995: Tokio (pierde ante Michael Chang)
- 1997: Toulouse (pierde ante Nicolas Kiefer)
- 1997: Basilea (pierde ante Greg Rusedski)
- 1998: US Open (pierde ante Patrick Rafter)
- 2000: Hong Kong (pierde ante Nicolas Kiefer)
- 2000: París TMS (pierde ante Marat Safin)
- 2001: Adelaida (pierde ante Tim Henman)
- 2003: Scottsdale (pierde ante Lleyton Hewitt)
- 2003: Wimbledon (pierde ante Roger Federer)

### Clasificación en torneos del Grand Slam
| Torneo               | 2006 | 2005 | 2004 | 2003 | 2002 | 2001 | 2000 | 1999 | 1998 | 1997 | 1996 | 1995 | 1994 | Acumulado |
| -------------------- | ---- | ---- | ---- | ---- | ---- | ---- | ---- | ---- | ---- | ---- | ---- | ---- | ---- | --------- |
| Abierto de Australia | 1R   | -    | 4R   | 3R   | 2R   | -    | 4R   | 4R   | 2R   | -    | 4R   | 1R   | 1R   | 0         |
| Roland Garros        | -    | -    | 1R   | 2R   | 2R   | -    | 4R   | 1R   | 2R   | 4R   | 2R   | -    | -    | 0         |
| Wimbledon            | 2R   | 2R   | 4R   | F    | 4R   | -    | CF   | CF   | CF   | 1R   | 2R   | -    | -    | 0         |
| US Open              | 1R   | 1R   | 1R   | 3R   | 1R   | -    | 2R   | -    | F    | 3R   | 4R   | 3R   | -    | 0         |
| Tennis Masters Cup   | -    | -    | -    | -    | -    | -    | -    | -    | -    | -    | -    | -    | -    | 0         |

### Dobles (3)
| Leyenda                |
| Grand Slam (0)         |
| Tennis Masters Cup (0) |
| ATP Masters Series (0) |
| ATP Tour (3)           |

| N.º | Fecha | Torneo       | Superficie | Pareja          | Oponentes en la final           | Resultado   |
| --- | ----- | ------------ | ---------- | --------------- | ------------------------------- | ----------- |
| 1.  | 1995  | Hong Kong    | Dura       | Tommy Ho        | John Fitzgerald Anders Järryd   | 6-1 6-7 7-6 |
| 2.  | 1995  | Kuala Lumpur | Carpeta    | Patrick McEnroe | Grant Connell Patrick Galbraith | 7-5 6-4     |
| 3.  | 1997  | Queen's Club | Césped     | Patrick Rafter  | Sandon Stolle Cyril Suk         | 6-2 4-6 7-5 |

### Finalista en dobles (3)
- 1997: Masters de Indian Wells (junto a Patrick Rafter pierden ante Mark Knowles y Daniel Nestor)
- 1997: Masters de Cincinnati (junto a Patrick Rafter pierden ante Todd Woodbridge y Mark Woodforde)
- 2003: Scottsdale (junto a Lleyton Hewitt pierden ante James Blake y Mark Merklein)